# Victor Chandler
Victor Chandler (n. 18 aprilie 1951), supranumit uneori și „The Gentleman Bookmaker”, este un om de afaceri britanic, fost președinte al companiei BetVictor, denumit oficial Victor Chandler International. În 2006 The Racing Post îl descria pe Chandler ca "fiind de departe cel mai faimos președinte de companie de pariuri din lume. El este un Indiana Jones al pariurilor, cel fără frică, care a luminat pistele de curse de curse pentru 2 decade… căutătorul de aur care a scos la iveală noi surse de venit, vizionarul, dar și prizonierul cutezător care a revoluționat întreaga industrie de pariuri venind în Gibraltar în 1998." Mail on Sunday l-a descris pe Victor Chandler pe 22 aprilie 2007 ca fiind ’…departe de tradiționalul personaj care face pariurile. Încântător, plin de șarm, modest, o gazdă primitoare, are aerul tipic al unui președinte de companie englezească.'

## Parierea Off-Shore & Gibraltar
‘Victor Chandler’ este adesea creditată ca fiind prima casă de pariuri care recunoaște importanța pariurilor prin intermediul internetului, în mod special a cazinourilor și poker-ului online, fiind recunoscută și ca prima companie care și-a mutat sediul în altă jurisdicție decât Marea Britanie.
La începutul lui 1990, Victor a început să accepte pariuri în domeniul fotbalului de la clienți din Orientul Îndepărtat și, făcând aceasta a recunoscut potențialul de creștere al afacerii pe piețele internaționale. A deschis un sediu în Antigua pentru a înlesni acestor clienți să parieze fără să fie nevoiți să plătească taxele din Marea Britanie.
În Marea Britanie, clienților li s-a cerut să plătească o taxă de pariere de 9%, dar în 1996 Chandler a obținut licența pentru pariuri în Gibraltar și în 1999 și-a mutat întreaga afacere acolo, angajând 350 de persoane și devenind astfel cel mai mare angajator din Gibraltar. Victor Chandler a putut apoi oferi pariuri clienților fără a plăti taxele din Marea Britanie.
Victor Chandler este acum una din primele case de pariuri ca succes din Marea Britanie.

## Avere
În 2009 lista persoanelor bogate din ‘Sunday Times’ îl situează pe Chandler pe locul 362 cu o avere estimată la 150 milioane de lire, spre deosebire de estimarea de 365 milioane de lire făcută anul anterior.

Într-un articol din ‘The Observer’ în Iunie 2008 Victor vorbea despre prietenia sa cu artistul Lucian Freud, inclusiv portretul făcut de acesta lui Victor și care a fost vândut pentru 4.5 milioane de lire în 2006.